# Scheda di acquisizione video
In informatica ed elettronica, una scheda di acquisizione video è un componente hardware del computer, costituita da una scheda elettronica che ha lo scopo convertire in formato digitale i video provenienti da videocassette VHS o MiniDV. Il file video ottenuto è utilizzabile in software di montaggio video.

## Origini e applicazioni tradizionali
Le prime schede di acquisizione video emersero negli anni Novanta, principalmente per convertire flussi video analogici provenienti da videocassette VHS o MiniDV in formati digitali come AVI o MPEG-2. Questi dispositivi, spesso installati internamente tramite slot PCI o PCIe, consentivano agli utenti di preservare archivi analogici e importarli in software di montaggio non lineare su piattaforma PC o Mac.
Il processo di digitalizzazione consisteva nel collegare un videoregistratore o una videocamera analogica ai dispositivi tramite ingressi composito o S‑Video, passando talvolta attraverso un Time Base Corrector (TBC) per stabilizzare il segnale, prima di acquisire direttamente il flusso video sul computer. Questo approccio era considerato costoso ma necessario per garantire una buona qualità e conservare fedelmente i dettagli originali del video, senza perdita da compressione significativa.
Nel contesto hobbistico, soluzioni economiche come convertitori USB esterni (detti "grabber") emersero per permettere a utenti non professionisti di digitalizzare VHS o MiniDV collegandoli a computer tramite USB 2.0. Benché meno performanti, erano abbastanza semplici da usare: bastava collegare il VCR alla scheda USB e avviare la riproduzione, mentre il software catturava il flusso direttamente dal dispositivo. Questa modalità rese possibile il backup dei contenuti analogici con un investimento minimo.

## Tipologie e connessioni
Le schede di acquisizione video si distinguono principalmente in due grandi categorie: dispositivi interni e dispositivi esterni. Le prime sono progettate per essere installate direttamente all'interno del computer, tramite interfacce PCI, PCI Express o, nei sistemi più datati, AGP. Offrono generalmente una maggiore larghezza di banda e una latenza inferiore, motivo per cui sono preferite in ambito professionale o broadcast.
I modelli esterni, invece, si collegano al computer tramite interfacce USB 2.0, USB 3.0 o Thunderbolt. Questo li rende più versatili e semplici da installare, rendendoli ideali per un'utenza consumer o semi-professionale. Tra i dispositivi esterni rientrano anche quelli portatili in grado di funzionare in modalità standalone, salvando il segnale video su memorie SD o dispositivi USB senza richiedere un computer.
Dal punto di vista delle connessioni in ingresso, le schede moderne supportano principalmente segnali digitali tramite porte HDMI, mentre i modelli più datati offrivano anche ingressi analogici come composito (RCA), S-Video e component. In ambito professionale si trovano anche interfacce SDI (Serial Digital Interface), utilizzate nelle produzioni televisive per garantire elevata qualità e sincronizzazione del segnale su lunghe distanze.
Anche la direzione del flusso varia in base all'uso previsto: alcune schede permettono solo la registrazione del segnale in ingresso, mentre altre supportano anche la funzione di passthrough, cioè la trasmissione simultanea del segnale a un monitor esterno, utile per il gameplay in tempo reale senza lag.

## Funzionamento tecnico
Il funzionamento di una scheda di acquisizione video prevede innanzitutto la ricezione del segnale visivo e audio tramite un ingresso video (HDMI, SDI, composito o S‑Video) da una sorgente esterna come una console, una videocamera o un altro computer. Il segnale viene convertito in un formato digitale compatibile per l’elaborazione, operazione che può includere compressione e modifica di formato per massimizzare la qualità senza appesantire il sistema ospite. 
Il flusso viene poi trasmesso al computer tramite interfaccia PCIe nel caso di schede interne, oppure tramite USB o Thunderbolt per i modelli esterni.
Il software sul computer, come OBS, XSplit o quello fornito dal produttore della scheda, riceve il flusso video e ne gestisce la codifica in tempo reale o per la registrazione, con possibilità di applicare overlay, transizioni o effetti tipici dei software di streaming.

## Ambiti d’uso moderni
Nell’era moderna, le schede di acquisizione video sono ampiamente utilizzate per lo streaming di videogiochi, la produzione di contenuti live e la registrazione di eventi. Streamer che utilizzano console come PlayStation, Xbox o Nintendo Switch collegano il dispositivo di gioco alla scheda di acquisizione, che trasmette contemporaneamente il flusso video al computer per gestire lo streaming, e ad un monitor via passthrough per una visualizzazione in tempo reale senza ritardi percepibili. Molti professionisti del VOD (video on demand), broadcaster e content creator utilizzano questi dispositivi per acquisire feed da telecamere DSLR o sorgenti multiple con qualità professionale.  
In ambienti broadcast o eventi dal vivo, le schede SDI multiplo ingresso/switch sono impiegate per gestire segnali in tempo reale da telecamere diverse, consentendo regia e produzione video simultanea in qualità elevata.

## Evoluzioni tecnologiche
Negli anni Novanta le schede di acquisizione erano principalmente ISA o PCI a 16 bit, con risoluzioni limitate ai formati standard definition e frame rate intorno ai 15–30 fotogrammi al secondo. Con l’avvento delle interfacce PCI Express e USB moderne, i dispositivi hanno potuto sostenere acquisizioni in Full HD fino a 60 fps o superiori, e successivamente in 4K fino a 60 fps o anche 120 fps in passthrough HDR/VRR.  
Alcune schede recenti integrano encoder hardware H.264 o H.265 per ridurre il carico sulla CPU, offrendo compressione efficiente in tempo reale. Sono inoltre disponibili soluzioni standalone che registrano direttamente su supporti SD o USB senza richiedere un computer collegato, ideali per registrazioni in ambienti mobili. Infine, il supporto per più ingressi video e interoperabilità con sistemi di produzione multicamere ha reso le schede di acquisizione oggi strumenti fondamentali anche per realtà aumentata, sorveglianza e applicazioni mediche.

## Dispositivi

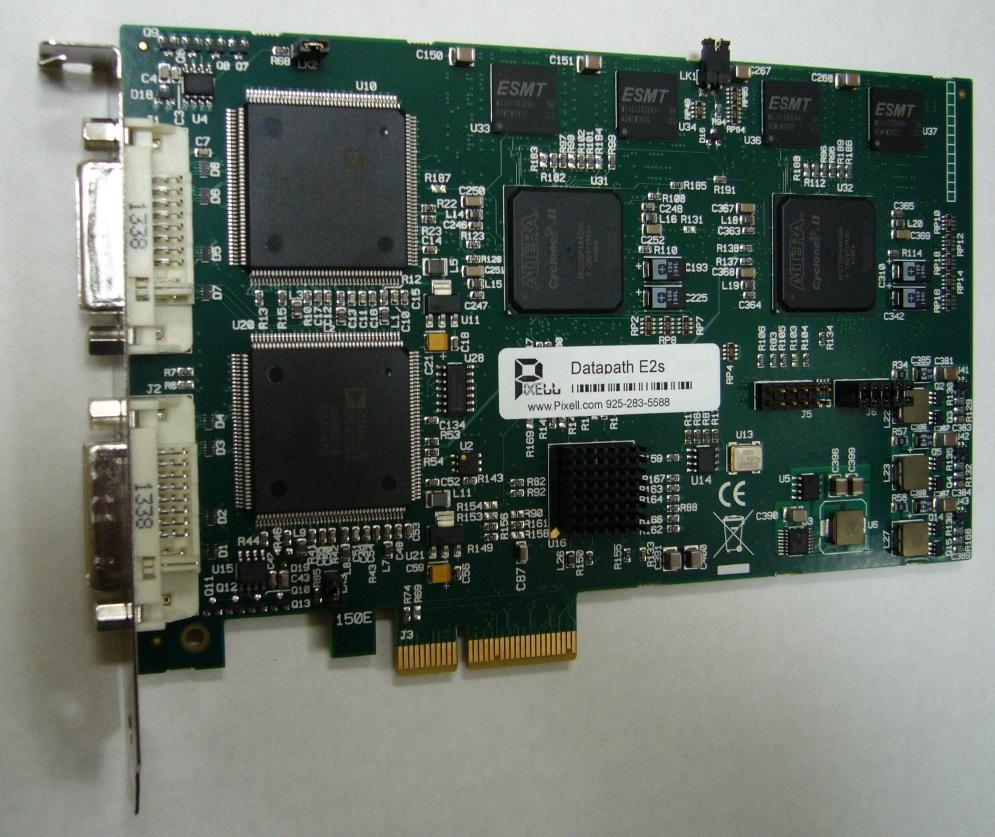
Una scheda PCIe con due porte di acquisizione video (Datapath VisionRGB-E2s)
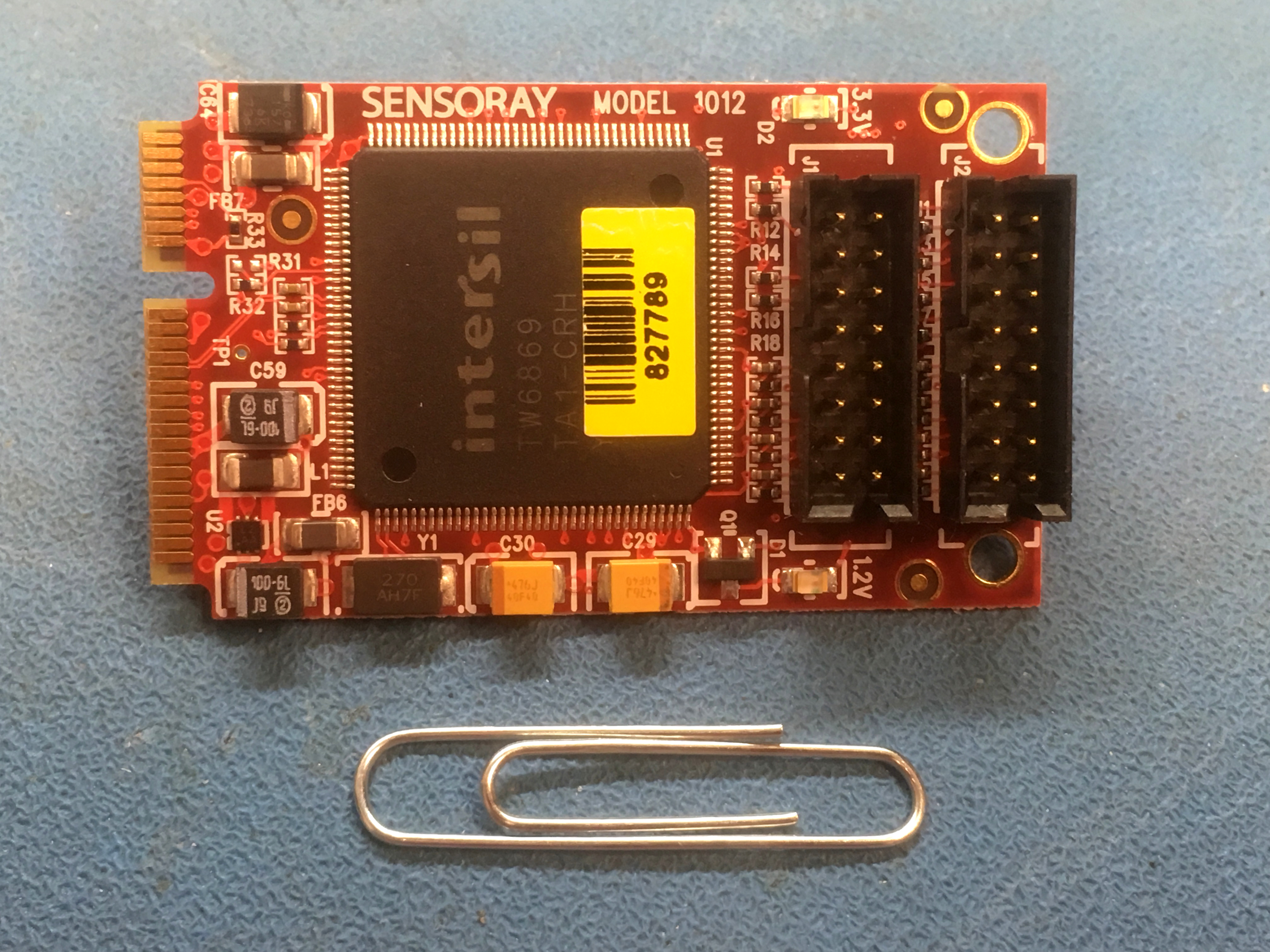
Una scheda Mini PCIe che può catturare simultaneamente 8 segnali video e 8 segnali audio (Sensoray 1012)
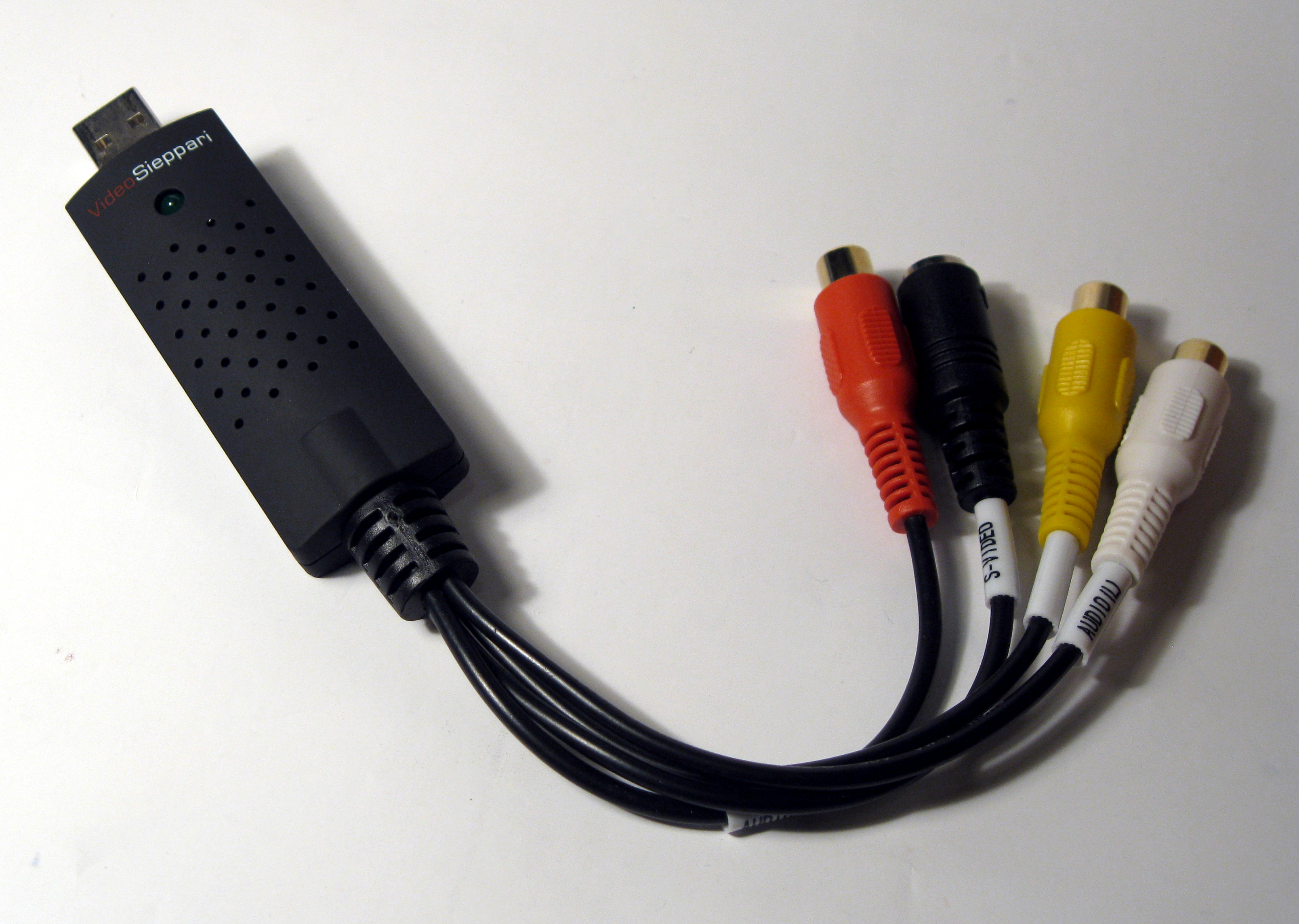
Una scheda USB low-cost di acquisizione audio/video (Reddo Videosieppari)